# 1979 w polityce

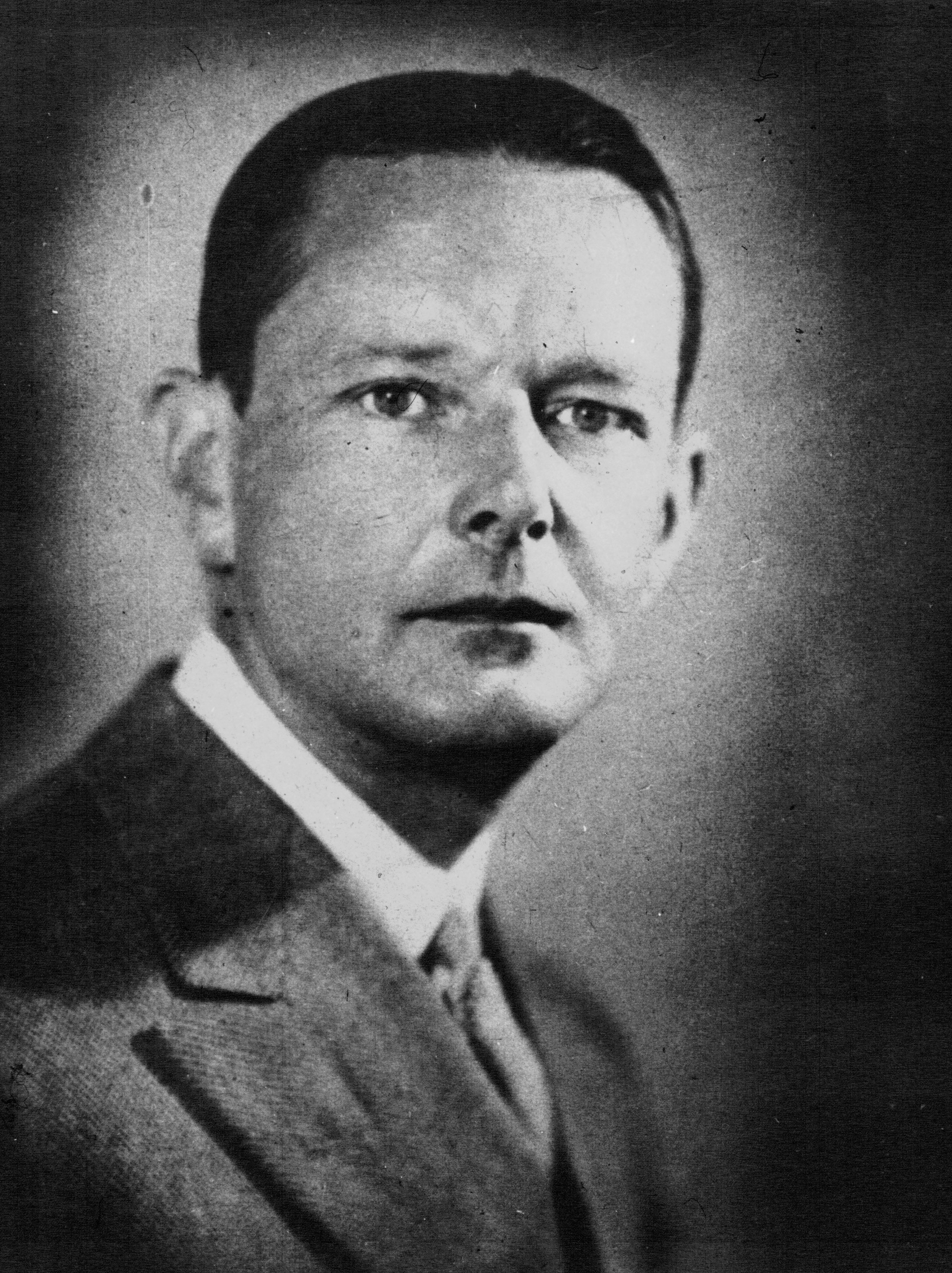
Edward Raczyński

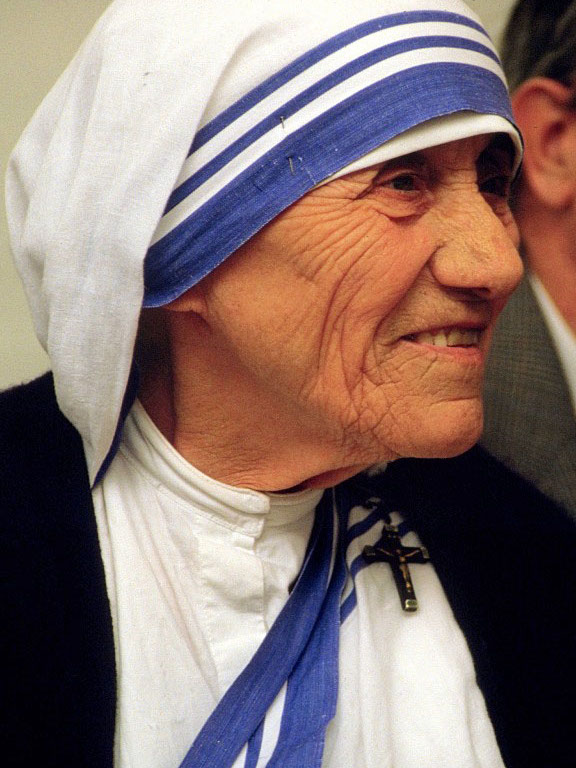
Matka Teresa z Kalkuty

Wydarzenia polityczne w 1979 roku.

## Styczeń
- 1 stycznia – Stany Zjednoczone nawiązały pełne stosunki dyplomatyczne z Chińską Republiką Ludową[1].
- 2 stycznia – zmarł Jan Marceli Drohojowski, dyplomata[2].
- 9 stycznia – Bill Clinton został gubernatorem stanu Arkansas[3].
- 10 stycznia – w Phnom Penh powstał prowietnamski rząd z Hengiem Samrinem na czele. Demokratyczna Kampucza została przemianowana na Ludową Republikę Kampuczy[1].
- 16 stycznia – szach Iranu Mohammad Reza Pahlawi wyemigrował z kraju[4].
- 28 stycznia – Franciszek Macharski odbył ingres do katedry na Wawelu[5].

## Luty
- 9 lutego – w Teheranie wybuchły starcia pomiędzy zwolennikami, a przeciwnikami ajatollaha Ruhollaha Chomejniego. Po kilku dniach zwolennicy ajatollaha opanowani Teheran i większość miast Iranu. Premier Szapur Bachtijar opuścił państwo, a władzę objął Chomejni[1].
- 11 lutego – Tanzania niespodziewanie zaatakowała Ugandę[1].

## Marzec
- 15 marca – João Baptista de Oliveira Figueiredo został prezydentem Brazylii[6].
- 26 marca – w Waszyngtonie premier Izraela Menachem Begin i prezydent Egiptu Anwar as-Sadat podpisali traktat pokojowy, kończący 31-letni okres wojny pomiędzy obu państwami[1].

## Kwiecień
- 1 kwietnia – Medżlis (parlament irański) proklamował Islamską Republikę Iranu[1].
- 4 kwietnia – w Pakistanie stracono byłego premiera tego kraju Zulfikara Alego Bhutty[1].
- 8 kwietnia – Edward Raczyński objął funkcję prezydenta Polski na uchodźstwie[7].

## Maj
- 4 maja – liderka Partii Konserwatywnej Margaret Thatcher została premierem Wielkiej Brytanii. Jej rząd zapowiedział walkę z inflacją, ograniczenie wpływów związków zawodowych oraz szeroki program prywatyzacji[1].

## Czerwiec
- 4 czerwca – Joe Clark został premierem Kanady[8].
- 18 czerwca – w Wiedniu podpisano pomiędzy ZSRR i USA układ SALT II, wprowadzający limity systemów broni jądrowej[9].

## Lipiec
- 4 lipca – zmarł John Davies, brytyjski polityk[10].
- 16 lipca – Saddam Husajn został prezydentem Iraku[11].

## Sierpień
- 4 sierpnia – Francesco Cossiga został premierem Włoch[12].

## Wrzesień
- 20 września – pod nieobecność cesarza Bokassy I w Cesarstwie Środkowoafrykańskim doszło do zamachu stanu. Prezydentem został David Dacko, który w krótkim czasie ponownie proklamował republikę[1].

## Październik
- 26 października – w Korei Południowej doszło do zamachu stanu. Zamachowcy zamordowali prezydenta Park Chung-hee, jednak nie udało im się objął władzy. Po stłumieniu puczu na czele państwa stanął Choi Kyu-ha[1].

## Grudzień
- 10 grudnia – Pokojową Nagrodę Nobla otrzymała Matka Teresa z Kalkuty[1].